# ایستگاه لزلی
ایستگاه لزلی (انگلیسی: Leslie station) ایستگاهی در خط ۴ شپرد سیستم متروی تورنتو است. این ایستگاه در ۱۲۰۹ خیابان شپرد شرقی در خیابان لزلی قدیم در تورنتو ، انتاریو، کانادا واقع شده‌است. در سال ۲۰۰۲ افتتاح شد. خدمات وای-فای در این ایستگاه موجود است.